# Wald-Gymnasium
Das Wald-Gymnasium (ehemals: Wald-Oberschule) ist ein staatliches Gymnasium im Ortsteil Westend des Berliner Bezirks Charlottenburg-Wilmersdorf. Die Schule feierte im Jahr 2010 ihr 100-jähriges Bestehen.

## Geschichte
1910 wurde die Wald-Schule zunächst als Sonderschule für erholungsbedürftige Schüler gegründet. Der Unterricht fand ganztags in Holzbaracken oder bei geeignetem Wetter im Freien statt. Die Wald-Schule war in den ersten Jahren nur in den Sommerhalbjahren geöffnet, im Winter kehrten die Schüler an ihre Stammschulen zurück. Unter Wilhelm Krause als viertem Schuldirektor wuchs die Gemeinschaft der Schüler durch gemeinsame Aktivitäten außerhalb der Unterrichtszeit: Theateraufführungen, Spiele, Ausflüge und die Nutzung eines Schwimmbads, das sich nun auf dem Gelände befand. 1928 wurde erstmals die Mittlere Reife vergeben und 1936 fand erstmals das Abitur an der nun zur Oberrealschule erweiterten Schule statt.
Während des Zweiten Weltkriegs wurde das Schulgelände für militärische Zwecke genutzt und verwüstet. Nach Ende des Krieges wurde am 6. Juni 1945 der Unterrichtsbetrieb wieder aufgenommen. Die Schule war von nun an eine Halbtagsschule für normale Schüler, stand also als Regelschule allen Kindern offen. In den 1950er Jahren wurden viele Schüler aus der DDR aufgenommen, die aus politischen Gründen nicht zur Erweiterten Oberschule (EOS) zugelassen worden waren. 1956 begann der Umbau der Holzbaracken zu Steinhäusern. Dazu kam der Bau einer Turnhalle, eines Verwaltungsgebäudes und 1973 nach Umwandlung in ein Gymnasium der Bau des zweistöckigen Oberstufengebäudes.
Auf dem Schulgelände befinden sich auch heute noch großflächige Wiesen und alte Bäume. Es kommt immer wieder vor, dass der Unterricht außerhalb der Gebäude stattfindet. Ein erhöhter Bekanntheitsgrad entstand durch die Beschreibung aus Lilli Palmers Dicke Lilli – gutes Kind, in dem sie liebevoll ihre Waldschulzeit schilderte. Ende 2010 wurde der Bau des neuen Naturwissenschafts-Gebäudes abgeschlossen.

## Lage und Gebäude
Das Gelände des Wald-Gymnasiums liegt im Ortsteil Westend an der Waldschulallee, zehn Minuten entfernt von den S-Bahnhöfen Heerstraße und Messe Süd (Eichkamp).
Unmittelbar neben dem Gelände des Gymnasiums befindet sich die Wald-Grundschule. Auf dem Gelände verteilt findet man viele Einzelhäuser:
- Verwaltungsgebäude
- Naturwissenschafts-Gebäude
- Eichenhaus
- Hirschhaus
- Kiefernhaus
- Pappelhaus
- Luftklassen (zwei Häuser)
- zwei Sporthallen
- Oberstufengebäude mit Kunstbereichs- und Cafeteriaanbau.

Neben dem 2010 beim Lenné-Projekt ausgezeichneten Schulgarten befindet sich ein 2007 erbauter Sportplatz für Fußball, Handball und Basketball.

## Klassenbezeichnungen
Die Klassenbezeichnungen werden aus den Namen der sechs Pavillons (Eichen-, Hirsch-, Kiefern-, Pappelhaus und die beiden Häuser der Luftklassen) gebildet. Dabei steht am Anfang die Jahrgangsstufe (7–10), dahinter der Anfangsbuchstabe des Pavillons, in dem sich das Klassenzimmer befindet (E, H, K, P und L) und an letzter Stelle die Nummer des Raums (1–4).
Diese Bezeichnungen können den Eltern, Lehrern oder Schülern schnell sagen, in welchem Raum die Klasse ihr Klassenzimmer hat.

## Bekannte Wald-Schüler
- Hellmut Flashar (1929–2022), Klassischer Philologe, Schüler 1940–1948
- Julia Jentsch (* 1978), Schauspielerin
- Avner Less (1916–1987), israelischer Polizist
- Pierre Littbarski (* 1960), Fußballspieler und Fußballtrainer
- Frank Lüdecke (* 1961), Kabarettist, Autor, Kolumnist, Regisseur und Schauspieler
- Lilli Palmer (1914–1986), Schauspielerin, Autorin und Malerin
- Ingo Schmitt (* 1957), Politiker
- Sebastian Fitzek (* 1971), Schriftsteller, Journalist und Moderator
- Markus Majowski (* 1964), Schauspieler und Komiker
- Michael Angrick  (* 1952), Chemiker und Autor, Schüler 1965–1972
- Christina Plate  (* 1965), Schauspielerin
- Oliver Rohrbeck (* 1965), Schauspieler, Hörspiel-, Synchron- und Hörbuchsprecher
- Lilly Lindner (* 1985), Schriftstellerin
- Andreas Fröhlich  (* 1965), Schauspieler, Synchron-, Hörbuch-, Hörspiel- und Off-Sprecher, Rezitator
- Dorette Hugo (* 1965), Synchronsprecherin und Hörspielsprecherin
- Sven Plate (* 1966), Hörspiel- und Synchronsprecher sowie Synchronregisseur
- Arne Herz (* 1978), Politiker (CDU),  Schüler 1990–1997

## Direktoren
- Ernst Gropp (bis 1912)
- Alfred Zernecke (ehrenamtlich, bis 1919)
- Ernst Hüdepohl (bis 1921)
- Wilhelm Krause (bis 1945)
- Hilde Hüttmann (bis 1949)
- Richard Karnop (bis 1962)
- Kurt Riemer (bis 1973)
- Joachim Fischer (bis 1981)
- Michael Reutlinger (bis 1999)
- Wolfgang Ismer (bis 2016)
- Stefanie Schwippl (seit 2016)